# Effet Boskin
 (septembre 2021).
L'effet Boskin est, en économie, le phénomène par lequel l'inflation est constamment surestimée par les calculs d'inflation.

## Concept
L'effet Boskin désigne un phénomène de surestimation de l'inflation. Il est découvert par la commission Boskin en 1995, qui publie un rapport appelé Towards a More Accurate Measure of the Cost of Living (Vers une mesure plus précise du coût de la vie),.
L'effet Boskin met en évidence une surestimation de l'inflation due à la non prise en compte de plusieurs facteurs qui poussent les prix à la baisse. Il en est ainsi de l'effet qualité : si les automobiles voient leur prix augmenter de 5%, mais que la qualité de ces automobiles augmente aussi de 5 %, alors la hausse des prix est en réalité de 0 %. Le calcul de l'inflation ne prend pas non plus en compte l'évolution des préférences des agents économiques.
Une étude menée par Lebow et Rudd en 2001 estime la surestimation de l'inflation à 0,6 % par an aux États-Unis. Le chiffre serait entre 0,1 % et 0,25 % par an en Europe.

## Conséquences
Certaines[évasif] études ultérieures ont nuancé la conséquence de l'effet qualité sur les prix.